# Jamkówka pofałdowana

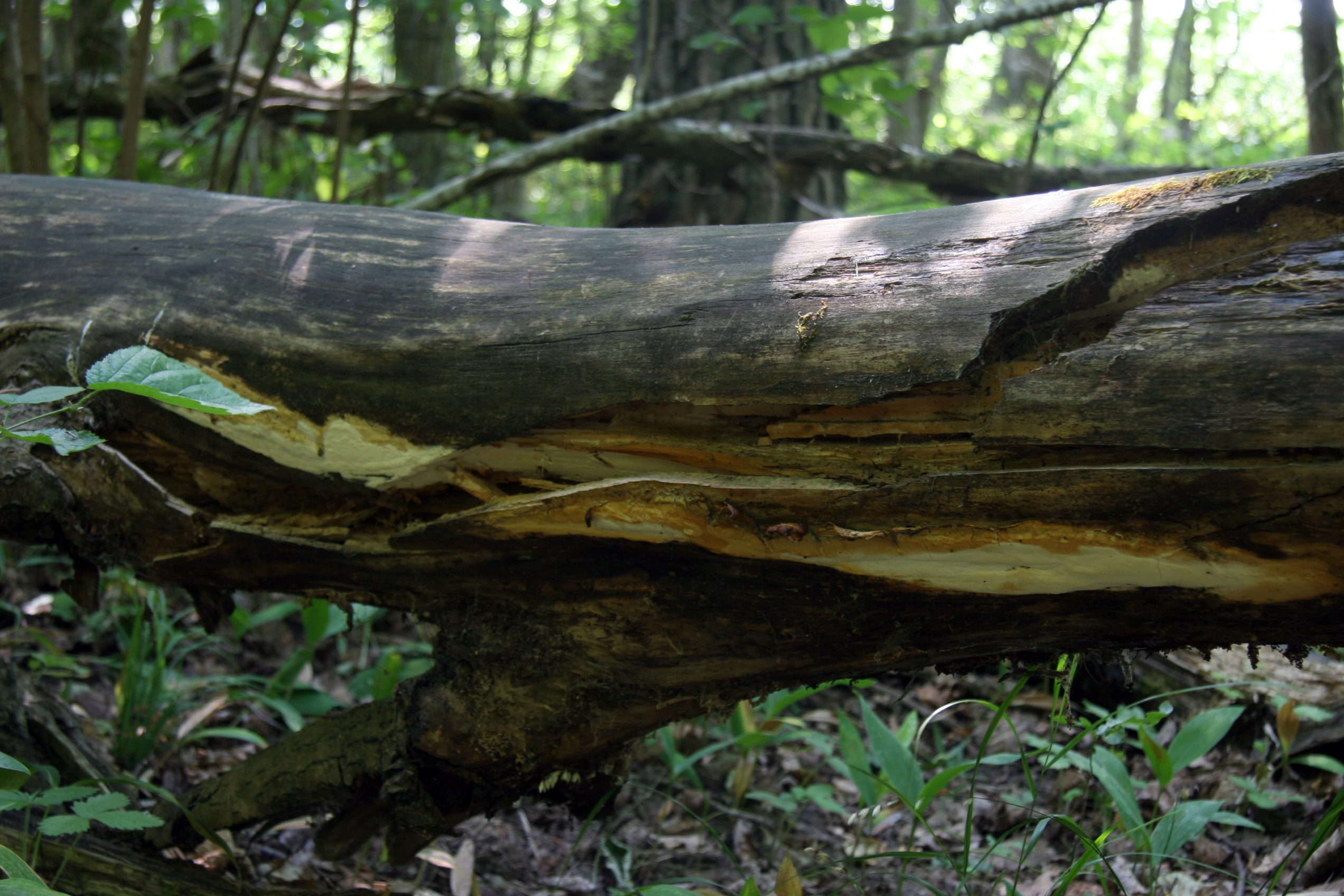
Jamkówka pofałdowana na pniu drzewa

Jamkówka pofałdowana (Flavidoporia pulvinascens (Pilát) Audet – gatunek grzybów z rodziny pniarkowatych (Fomitopsidaceae).

## Systematyka i nazewnictwo
Pozycja w klasyfikacji: Flavidoporia, Fomitopsidaceae, Polyporales, Incertae sedis, Agaricomycetes, Agaricomycotina, Basidiomycota, Fungi.
Po raz pierwszy gatunek ten zdiagnozował w 1953 r. Albert Pilát jako Poria pulvinascens. Obecną, uznaną przez Indeks Fungorum nazwę nadał mu [Serge Audet w 2017 r.
Synonimy:
- Antrodia pulvinascens (Pilát) Niemelä 1985
- Poria pulvinascens Pilát 1953

Nazwę polską zaproponował Władysław Wojewoda w 1996 r. Wówczas gatunek ten zaliczany był do rodzaju Antrodia. Po przeniesieniu do rodzaju Flavidoporia nazwa stała się niespójna z nazwą naukową.

## Morfologia
Owocnik
Wieloletni, rozpostarty, rzadko rozpostarto-odgięty, szeroko i nieregularnie rozrastający się. Początkowo płaski, potem poduszeczkowaty, w stanie dojrzałym osiągający grubość 1 cm. Odgięte części owocnika są korkowate, początkowo w kolorze drewna, potem brązowym. Obrzeże wąskie, białawe i postrzępione. Hymenofor rurkowaty, gładki, nieco błyszczący o barwie słomkowej lub nieco ciemniejszy. Pory okrągłe, zwykle w liczbie 4–5 na 1 mm, na powierzchniach nachylonych często pory wydłużone, w liczbie do 2 na 1 mm. Rurki tworzą kilka warstw. Kontekst kredowobiały o grubości do 10 mm, w starych okazach lekko rozwarstwiony. Najstarsza warstwa rurek kredowobiała, pomiędzy nią a kontekstem bezpostaciowa masa.
Cechy mikroskopowe
System strzępkowy dimityczny. Strzępki generatywne ze sprzążkami, o średnicy 2–3,5 μm, strzępki szkieletowe grubościenne lub pełne, o średnicy 2–4 (5) μm, nierozgałęzione, proste lub lekko faliste, nieamyloidalne. Cystyd brak, ale występują wrzecionowate cystydiole o rozmiarach 16–24 × 5–6 μm z bazalną sprzążką. Podstawki maczugowate, 4–sterygmowe, o rozmiarach 19-27 × 5–7 μm, z bazalną sprzążką. Zarodniki elipsoidalne, z nieznacznie zagiętym wierzchołkiem, hialinowe, gładkie, nieamyloidalne, o rozmiarach  6,0–-7,5 × 2,5–3,2 μm.

## Występowanie
Jamkówka pofałdowana znana jest tylko w Europie, głównie na Półwyspie Skandynawskim, ale tylko lokalnie jest tutaj częsta, poza tym rzadka. Odnotowano jej występowanie także w Rosji, Szwajcarii, Polsce, Austrii, Czechosłowacji, Niemczech, dawnej Jugosławii i Pirenejach w Hiszpanii. W piśmiennictwie naukowym na terenie Polski do 2003 r. podano tylko jedno stanowisko w Dolinie Kościeliskiej w Tatrach. (1978 r.). Znajduje się na Czerwonej liście roślin i grzybów Polski. Ma status E – gatunek wymierający. Znajduje się na czerwonych listach grzybów także w Szwecji, Norwegii i Finlandii.
Występuje na martwym drewnie topoli i wierzb. Powoduje intensywną brunatną zgniliznę drewna.